# Guo Zhendong
Pour les articles homonymes, voir Guo.
Dans ce nom chinois, le nom de famille, Guo, précède le nom personnel.
Guo Zhendong (chinois : 郭振东) est un joueur de badminton chinois né le 4 août 1984 dans la province du Hubei.
Il obtient avec Xu Chen une médaille de bronze en double hommes aux Championnats du monde de badminton 2010 à Paris.